# رزانا فراتلو
رزانا فراتلو (ایتالیایی: Rosanna Fratello؛ زادهٔ ۲۶ مارس ۱۹۵۱) خواننده و بازیگر اهل ایتالیا است.
از فیلم‌ها یا برنامه‌های تلویزیونی که وی در آن نقش داشته‌است، می‌توان به ساکو و وانزتی اشاره کرد.